# Kwasy arsynawe
Kwasy arsynawe – grupa związków chemicznych będących kwasami arsenu, w której skład wchodzą kwas arsynawy – H2As(OH) – i jego arsenoorganiczne pochodne o wzorze ogólnym R2As(OH). Sole i estry kwasów arsynawych to arsyniny.